# Paweł Pieniążek (dziennikarz)
Paweł Pieniążek (ur. 1989) – polski dziennikarz i reporter wojenny. Relacjonował wydarzenia i konflikty zbrojne na Ukrainie, w Syrii, Iraku i Afganistanie.

## Życiorys
Studiował ukrainistykę i studia euroazjatyckie na Uniwersytecie Warszawskim. Studiów nie ukończył.
Jest stałym współpracownikiem Tygodnika Powszechnego. Publikował także na łamach między innymi Gazety Wyborczej, Newsweeka, Polityki i na portalu Krytyki Politycznej.
Był jednym z pierwszych dziennikarzy, którzy dotarli na miejsce katastrofy lotu Malaysia Airlines 17.
W 2015  został stypendystą Poynter Fellowship in Journalism na Uniwersytecie Yale.
Przekład jego książki „Pozdrowienia z Noworosji” na angielski (Greetings from Novorossiya. Eyewitness to the War in Ukraine, 2017, University of Pittsburgh Press) został opatrzony przedmową napisaną przez Timothy'ego Snydera.

## Twórczość
- Pozdrowienia z Noworosji, 2015, Wydawnictwo Krytyki Politycznej (ISBN 978-83-64682-29-2)
- Wojna która nas zmieniła, 2017, Wydawnictwo Krytyki Politycznej (ISBN 978-83-65369-84-0)
- Po kalifacie. Nowa wojna w Syrii, 2019, Wydawnictwo Czarne (ISBN 978-83-8049-887-7)

## Wyróżnienia i nagrody
- 2014: nagroda MediaTory w kategorii TORpeda, nominacja[10]
- 2019: nagroda MediaTory w kategorii NawigaTOR[11]